# Magnus von Wedderkop (1637–1721)
Magnus von Wedderkop, född den 26 oktober 1637 i Husum, död den 16 januari 1721 i Hamburg, var en tysk rättslärd och statsman.
von Wedderkop tillhörde en släkt, som uppges ha varit av nederländsk adel och med von Wedderkops far slagit sig ned i Husum i Slesvig. von Wedderkop studerade vid tyska universitet, blev 1669 professor i juridik i Kiel och kom 1676 i gottorpsk statstjänst, där han visade stor duglighet. Han deltog i kongresserna i Nijmegen, Altona och Pinneberg samt i förhandlingarna i Traventhal och Hamburg. Han visade stor iver för den holstein-gottorpska dynastin och dess lilla stat, blev därför i Danmark naturligtvis illa ansedd, men uppskattad i Sverige, där han 1693 naturaliserades som svensk adelsman och fick titel av statsråd. Efter hertig Fredrik IV:s död i slaget vid Klissow 1702 minskades Wedderkops inflytande på den gottorpska styrelsen. Administratorn Kristian August skänkte istället hela sitt förtroende åt Georg Heinrich von Görtz, och mellan denne och Wedderkop uppstod ett spänt förhållande, som slutligen utvecklades till bitter fiendskap. Det var på Goertz anstiftan, som von Wedderkop i december 1709 lockades från Hamburg, där han sedan några år bodde, till Gottorp och där på ett skäligen förrädiskt sätt fängslades. Han inspärrades i fästningen Tönning; hans förmögenhet beslagtogs. Först 1714, då Tönning kom i danske konungens våld, blev Wedderkop fri; han hade alltså det av honom alltid bekämpade Danmark att tacka för sin befrielse. Först efter Goertz fall (1719) fritogs von Wedderkop av hertig Karl Fredrik från allt ansvar och fick sin förmögenhet tillbaka. Hans ätt utdog i Sverige på 1890-talet.